# 1966年特拉华州联邦众议员选举
1966年11月8日，美国特拉华州举行联邦众议员选举，旨在决定特拉华州单一国会选区的众议院席位归属。此番选举寻求第六次连任的现任议员哈里斯·麦克道尔以11个百分点的差距败选，输给了共和党挑战者威廉·罗思。在此次选举前，该席位被视为民主党的安全席位。随着麦克道尔的败选，直到1982年汤姆·卡珀当选前特拉华州在联邦众议院中再无民主党代表。选举正值民主党总统林登·约翰逊的第二任期，其政党在众议院失去了四十多个席位。

## 背景
现任议员哈里斯·麦克道尔是资深民主党人，被普遍认为能轻松连任。1964年，他以13个百分点、逾2.6万张选票的优势成功连任。此前麦克道尔曾在1956年竞选连任失败，后于1958年重返众议院。本次选举正值民主党总统林登·约翰逊第二任期的中期选举。

## 初选候选人
- 哈里斯·麦克道尔（英语：Harris McDowell）（民主党），寻求第六个任期的现任议员[4]
- 威廉·罗思（英语：William Roth）（共和党），律师、1960年特拉华州副州长选举落选者[7][8]
- 小詹姆斯·M·坦纳尔（英语：James M. Tunnel Jr.）（民主党），前特拉华州最高法院（英语：Delaware Supreme Court）法官，未获提名[9]
- 乔治·W·克里普斯（共和党），未获提名[10]

### 民主党初选
特拉华州民主党一度试图推动麦克道尔在同期举行的联邦参议员选举中对阵共和党籍参议员J·凯莱布·博格斯，但麦克道尔拒绝并继续竞选众议院连任。在民主党内，他面临前特拉华州最高法院法官小詹姆斯·M·坦纳尔的挑战。

### 共和党初选
首位宣布竞选共和党提名的是乔治·W·克里普斯。在越战中失去儿子后，克里普斯主张加大对越南的军事介入。他随后遭遇律师、前特拉华州共和党主席威廉·罗思的挑战。克里普斯与罗思在竞选过程中未发布负面广告，也避免相互攻击。罗思表示，共和党作为少数党“承受不起内部分裂的代价”。在共和党州代表大会上，克里普斯宣布退选并支持罗思，称他是“共和党所需要的人”。克里普斯随后获得了特拉华州审计长的提名。

## 决选
整个竞选期间，罗思常与妻子和他们的狗路德维希一同现身。他表示希望能与5万名选民握手。他经常佩戴一枚写有“我是比尔·罗思”的黄色徽章，此前在1960年竞选副州长时也曾使用过。
竞选期间，罗思猛烈抨击时任总统林登·约翰逊，尤其是在外交政策方面。《晨报》打趣称罗思“不仅在与这位民主党国会议员竞选，还在与美国总统竞选”。麦克道尔也表示，罗思是在“与约翰逊总统、国防部，以及过去六年通过的所有自由派立法作对”。他还批评罗思的政治立场不明确。
1966年10月28日，罗思与麦克道尔在特拉华大学参加了一场大会，由学生会主办，提问由该校政治学系的学生撰写。

### 投票违规指控
竞选期间，州议会共和党候选人约翰·J·史密斯声称选民登记存在违规行为，并请求美国司法部调查并监督选举，但因缺乏法律依据被拒绝。纽卡斯尔县大陪审团的报告指出确有部分违法行为，包括选民在非所属政党初选中投票，以及在缺乏有效身份验证的情况下投票。
一份缺席投票名单被提供给包括麦克道尔在内的部分民主党候选人，共和党人未获该名单。对此，特拉华州共和党主席克莱顿·S·哈里森提出批评，并引用了大陪审团的调查结果。据称，麦克道尔利用该名单寄送竞选材料。

### 选举结果
选举于1966年11月8日举行，与多项其他选举同时进行。和多数选举周期一样，总统所在党派表现不佳，在众议院失去四十多个席位，同时失去多州州长和参议院席位。罗思以约11个百分点优势击败麦克道尔，获得97,268票，比麦克道尔的67,281票多近3万。罗思是所有共和党候选人中得票第二多者，仅次于時任州保险专员罗伯特·A·肖特。
| 政党   | 政党               | 候选人                  | 票数    | %       | ±      |
| ------ | ------------------ | ----------------------- | ------- | ------- | ------ |
|        | 共和党             | 威廉·罗思               | 90,561  | 55.77%  | ▲12.4% |
|        | 民主党             | 哈里斯·麦克道尔（现任） | 72,142  | 44.23%  | ▼12.3% |
| 总票数 | 总票数             | 总票数                  | 162,703 | 100.00% |        |
|        | 共和黨從民主党赢得 |                         |         |         |        |

### 各县结果
罗思赢得了特拉华州全部三个县的多数选票。他在纽卡斯尔县得票最多，获得66,871票。麦克道尔也在纽卡斯尔县得票最多，获得49,718票。双方得票数最接近的县为肯特县，罗思仅以723票的优势险胜。
| 县         | 威廉·罗思 共和党 | 威廉·罗思 共和党 | 哈里斯·麦克道尔 民主党 | 哈里斯·麦克道尔 民主党 | 差距   | 差距   | 总票数  |
| 县         | #                | %                | #                      | %                      | #      | %      | #       |
| ---------- | ---------------- | ---------------- | ---------------------- | ---------------------- | ------ | ------ | ------- |
| 肯特县     | 9,907            | 51.89%           | 9,184                  | 48.11%                 | 723    | 3.78%  | 19,091  |
| 紐卡斯爾縣 | 66,871           | 57.36%           | 49,718                 | 42.64%                 | 17,153 | 14.72% | 116,589 |
| 蘇塞克斯縣 | 14,183           | 51.72%           | 13,240                 | 48.28%                 | 943    | 3.44%  | 27,423  |
| 总计       | 90,561           | 55.77%           | 72,142                 | 44.23%                 | 18,419 | 11.54% | 162,703 |

## 后续
胜选后，罗思辞去了赫拉克勒斯公司高级顾问的职务。与其他几位落选的“跛脚鸭”议员一样，麦克道尔原计划随国会代表团赴欧洲访问，但他与民主党同僚罗伊·H·麦克维克和罗纳德·B·卡梅隆一样，决定取消行程。麦克道尔解释称，他认为卸任议员出国访问不合适。
麦克道尔与罗思在下一次选举中再次交锋，罗思成功连任并将优势扩大至17个百分点。第二次落败后，麦克道尔退出政坛。罗思在第二个任期内辞去众议员职务，以填补参议院空缺，由共和党州众议员皮特·杜邦接替其职。在1982年州司库汤姆·卡珀胜选之前，麦克道尔是特拉华州最后一位民主党籍国会众议院议员。败选后，时任州长小查尔斯·L·特里任命麦克道尔担任州政府职务，但随后特里却支持其他候选人在民主党初选中挑战麦克道尔。